# Norio Imamura
Norio Imamura (今村 清憲, Imamura Kiyonori), pseudonimo di Kiyonori Imamura (今村 清憲 Imamura Kiyonori; Gifu, 17 aprile 1964), è un attore teatrale e doppiatore giapponese maggiormente noto per essere stato il primo doppiatore di Emporio Ivankov  nella serie anime di One Piece .

## Biografia
Imamura ha iniziato la sua carriera attoriale nella compagnia Musical Company and It's follies, il suo mentore è stato Nachi Nozawa. È stato collega di Mayumi Tanaka.
Nel 2010 è stato arrestato per aver pubblicato immagini oscene cosa che ha portato Imamura a lasciare il ruolo di Emporio Ivankov.
Il ruolo del personaggio è passato a Mitsuo Iwata.

## Doppiaggio
- Emporio Ivankov in One Piece  (prima voce, episodi 438-452)
- Gas Skunk in Transformers: Robots in Disguise
- Albert Goldman (Nathan Lane) in Piume di struzzo